# سامانه نوشتاری

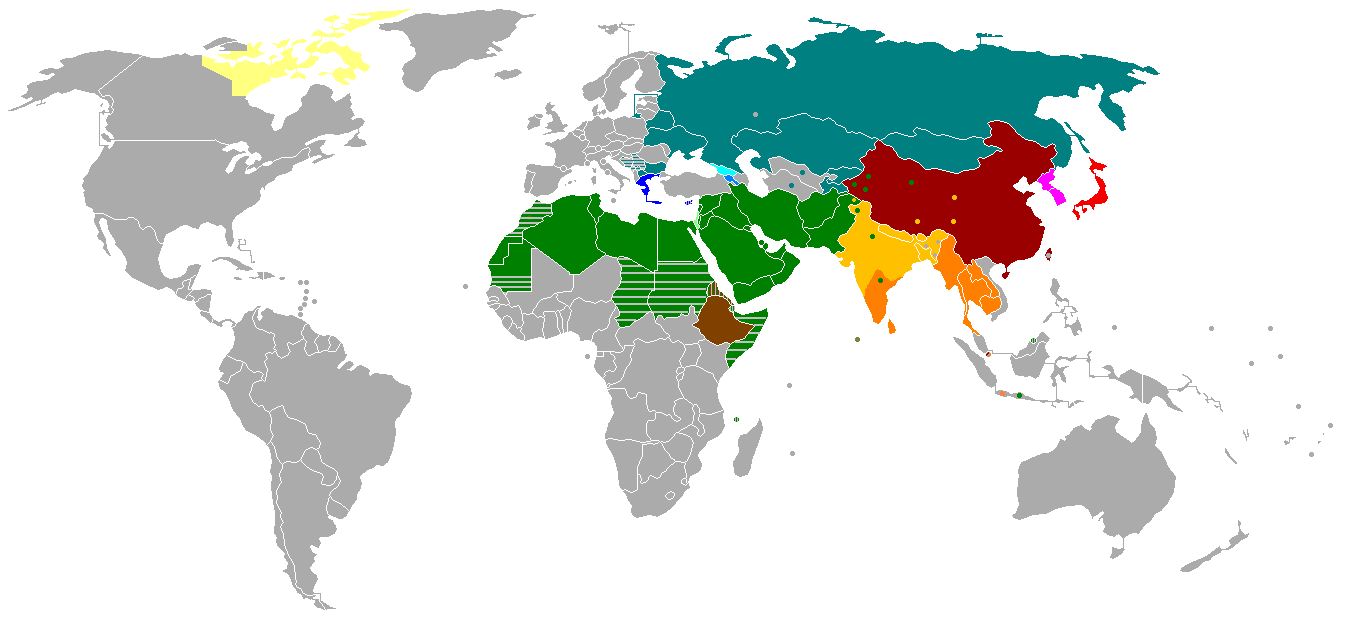

خَط، دَبیره، زبان‌نگاره یا سامانهٔ نوشتاری، هنر یا وسیله‌ای برای ثبت و نوشتن اندیشه‌ها با استفاده از نشانه‌ها است که به چشم آشنا باشد و دیده شود.
در واقع، بشر از زمانی که خواست آنچه را می‌اندیشد نقش کند، به جهان خط و نگارش، گام نهاد. امروزه خط لاتین پر استفاده‌ترین و شناخته شده‌ترین خط در جهان است.

## جهت نگارش

جهت‌های نگارشی که در جهان استفاده می‌شود

- از چپ به راست: لاتین، سیریلیک، یونانی، گرجی، ارمنی و اتیوپیایی و همچنین مصری، سانسکریت و اسلاوی
- از راست به چپ: عربی، عبری، کلدانی، آسوری، پهلوی، فارسی
- از بالا به پایین: چینی و ژاپنی سطور از بالا به پایین و حروف از راست به چپ
- از پایین به بالا: مکزیکی

لازم به یادآوری هست که کهن‌ترین نوشته‌ها معمولاً از «راست به چپ» و سپس از «چپ به راست» نوشته شده است. حتی درآغاز نوعی روش شیارگونه نیز متداول بوده است. در یونان قدیم، نوعی نگارش بوده که ابتدا از راست به چپ می‌نوشتند و چون به انتهای سطر می‌رسیدند از چپ به‌راست می‌نوشتند و باهمین ترتیب تا آخر پیش می‌رفتند.

## تاریخ خط
در قدیم الایام یک سلسله و علایمی وجود داشت که تا حدی به حفظ خاطره‌ها و اموری که باید حفظ شوند، کمک می‌کرد، نظیر: چوب‌خط‌های کوچک آلمانی‌های قدیم یا ریسمان‌های گره‌خوردهٔ مردمان پرو از زمان اینکاها یا گردن بندهای صدفی قوم ایروکوا به نام وامپون و بالاخره چوب‌خط‌های استرالیایی‌ها.

### خط تصویری
خط تصویری (به انگلیسی: Pictogram) مرحله دوم از مراحل اساسی خط است در این مرحله برای اظهار یک فکر، صورت آن را می‌کشیدند، مثلاً برای نوشتن یک حیوان، شکل آن را می‌کشیدند.
شاید احتیاج به حفظ خاطره‌ها و ثبت اندیشه‌ها، نخستین محرک پیدایش خط در بین اقوام ابتدایی بوده است. چرا که انسان اولیه برای حفظ اموری که می‌خواست سال‌های دراز باقی بماند، ابتدا به رسم شکل و صوَر آن‌ها پرداخت و تصویرهای واقعی را برای ارتباط کتبی ترسیم کرد و از این تصویرنگاری، خط تصویری آغاز شد.
تعداد فراوان تصویرها و عدم امکان نقش کردن مسائل عاطفی، کمبودهای این روش نگارش بود.

### خط اندیشه نگار
روش تصویرنگاری در ابتدا به رسم صورت اشیاء می‌پرداخت، اما بعدها کم‌کم تصویرها شکل ساده‌تر و نمادین‌تری به خود گرفتند و برای مفاهیم عاطفی نیز، علائمی قراردادی وضع شد. بدین ترتیب، بشر توانست با تصویر اشیایی شبیه به اندیشه‌ها، به نمایش اندیشه نیز اقدام کند، مثلاً نقش دو پا نشانه راه رفتن و چشم اشک آلود نشانه اندوهگینی بود. این طریق نمایش اندیشه، در تاریخ نگارش، اندیشه‌نگاشت (به انگلیسی: Ideogram) نام دارد.
در دنیای قدیم ما به چهار نوع خط اندیشه‌نگار برمی‌خوریم به شرح زیر:
- خط چینی
- خط میخی
- خط هیروگلیف مصری
- خط فنیقی

### خط واژه‌نگار[۶]
نارسایی روش اندیشه‌نگاری موجب شد که در کار نگارش طریق دیگری پیش آید که بستگی بیشتر با زبان داشته باشد، یعنی بستگی با اصواتی که چون گوش آن‌ها را شنید، معانی آن‌ها را درک کند. در این روش، واژه‌ها با علایمی نمایش داده می‌شوند که ربطی با اصوات مزبور نداشتند، ولی در عوض این ویژگی را داشتند که وقتی چشم آن‌ها را می‌دید، زبان الفاظی را قرین این علامات کند.

### خط آوانگار[۷]
با به‌کار بستن علائمی که شکل واژه‌های آن جناس لفظی با واژه‌های بیانگر معانی آن‌ها دارد، خط به مرحلهٔ هجایی کشانیده شد. در این مرحله، هر هجا با علامتی ویژه همراه است.

### خط الفبایی[۸]
با پیشرفت نمایش هجایی خط کم‌کم روش الفبایی خط به وجود آمد. در روش سیلابی، با تجزیهٔ هجاها و نمایش مجزای هر یک از آنها، مطلب شکل تحریری به خود می‌گیرد.

### خطوط باستان
خطوط اصلی باستان (به ترتیب الفبایی) شامل:خط الفبایی- خط اوستایی - خط پهلوی - خط چینی - خط عبری - خط فنیقی - خط میخی - خط هیروگلیف مصری می‌شود.

#### خط اوستایی

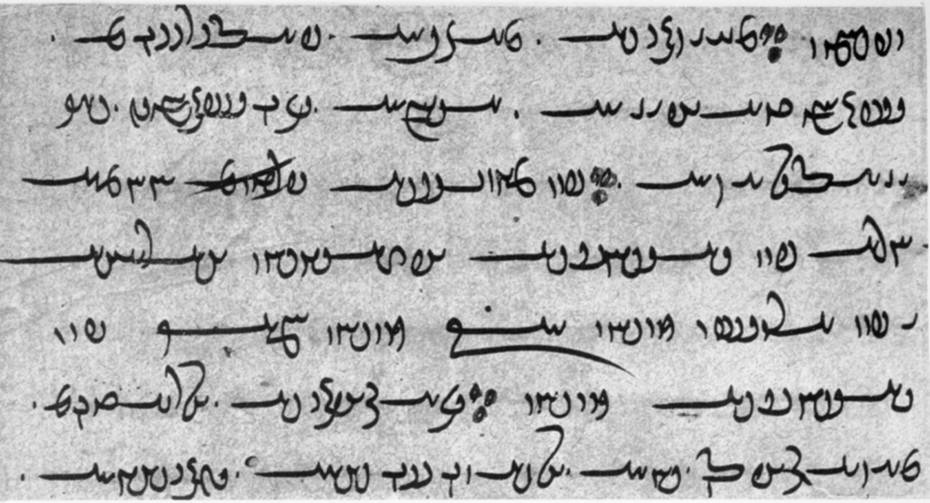
یسنا

خط اوستایی، برای نگارش کتاب دینی زرتشتیان به کار رفته و برمبنای خط پهلوی ساسانی اختراع شده است. این خط آوانگار بوده و با ۵۳ یا ۵۸ علامت واکه و همخوان از قابلیت نگارش بسیار بالایی برخوردار است. از راست به چپ نوشته می‌شود و به نام‌های دین دبیره، دین دبیریه، دین دفیره و … هم نامیده می‌شود.
از نخستین سده‌های اسلامی چون زبان و خط پهلوی حالت رسمی خود را از دست داد مشکلات آن بیشتر عیان شد و برای سهولت در خواندن متون پهلوی آن را به الفبای اوستایی برگرداندند و این نحوه نگارش پازند نامیده می‌شود. در دوره زبان‌های ایرانی میانه خطی که مانی در آثار خود به کار برده است نیز از اهمیت ویژه‌ای برخوردار است. مانی خط را بر مبنای خط سریانی ابداع کرد که نسبت به خط پهلوی از امتیازات بیشتری برخوردار است و در آن موازین زیباشناختی خطی مراعات شده است.

#### خط پهلوی
پس از دوران هخامنشی، در دورهٔ کوتاه مدت اسکندر و سلوکیها، زبان و خط یونانی در مراسلات رسمی و اداری به‌کار رفت تا این که در زمان اشکانیان، خط پهلوی اشکانی برای نوشتن زبان پهلوی اشکانی، بر مبنای خط آرامی پایه‌ریزی شد و سپس خط پهلوی ساسانی در همین راستا به وجود آمد که هرکدام گونه‌های کتیبه‌ای و تحریری دارند. این خطوط صامت نگار هستند و حتی تعداد علامت‌ها نسبت به الفبای آرامی نیز کمتر است و همین موضوع مشکلاتی را برای خواندن زبان پهلوی ایجاد می‌کند. این خطوط از راست به چپ نوشته می‌شوند.

#### خط چینی
چینی‌ها ابتدا با رسم اشکالی آغاز نگارش کردند. نارسایی علامات موجب شد که بعدها ترکیباتی بسازند و با آن ترکیبات به بیان اندیشه‌های خود بپردازند. این ترکیبات گرچه تصویرکنندهٔ اندیشه‌های آنان بود، ولی در انتقال مقاصد آن‌ها کاملاً موفق نبود. تا آنکه چینی‌ها با پدیدآوردن علاماتی که بیشتر تکیه بر اصوات می‌کرد، به نوعی خط صوت‌نگار دست یافتند. این خط صوت‌نگار گرچه از حیث آنکه با زبان بستگی داشت و در مرحله‌ای جلوتر از خط قدیم بود، ولی از آنجا که هر حرف می‌توانست نمایشگر اصوات مختلف چندی باشد دارای نقص بسیار بود. چینی‌ها برای رهایی از این نقص، یعنی نمایش معنی حقیقی هر علامت از علائمی اندیشه‌نگار به نام کلید استفاده کردند و هر کلید مبین یک نوع اندیشه بود. دانشوران چینی بعدها به یک نوع خط تندنویسی دست یافتند که نمونهٔ خط ژاپنی شد.
چند نمونه از سیر تحول خط تصویرنگار چینی:
| Archaic | Seal script | Traditional Modern | Simplified | Pinyin | Gloss   | Archaic | Seal script | Traditional Modern | Simplified | Pinyin | Gloss  |
| ------- | ----------- | ------------------ | ---------- | ------ | ------- | ------- | ----------- | ------------------ | ---------- | ------ | ------ |
|         |             | 人                 | —          | rén    | مرد     |         |             | 女                 | —          | nǚ     | زن     |
|         |             | 子                 | —          | zǐ     | کودک    |         |             | 日                 | —          | rì     | خورشید |
|         |             | 川                 | —          | chuān  | رودخانه |         |             | 雨                 | —          | yǔ     | باران  |
|         |             | 馬                 | 马         | mǎ     | اسب     |         |             | 鳥                 | 鸟         | niǎo   | پرنده  |
|         |             | 龜                 | 龟         | guī    | لاک‌پشت  |         |             | 龍                 | 龙         | lóng   | اژدها  |

#### خط عبری
خط عبری نیز که سابقهٔ زبانی آن به سدهٔ چهارم پیش از میلاد می‌رسد از اصل آرامی نشأت گرفته است. عموم یهودیان جهان خط عبری را برای نگارش آثار خود به‌کار می‌گیرند.

#### خط فنیقی
هم‌زمان با تکامل تدریجی خطوط میخی و در هزاره دوم پیش از میلاد خط دیگری در سرزمین فنیقیه پا به عرصه وجود می‌گذارد و آن خط هیروگلیف هیتیتی است که به خط فنیقی شهرت دارد. قدیمی‌ترین نمونه این خط در کاوش‌های شهر گوبله، از شهرهای فنیقیه باستان (حوالی سوریه کنونی) که یونانیان آن را بیبلوس می‌نامیدند، به دست آمده است.
شهر بیبلوس در میان یونانیان، به عنوان داشتن بهترین پاپیروس‌ها، شهرت داشت و مرکز مهم بازرگانی مصر و یونان بود. چون یونانیان وسایل نوشتن خود را از این شهر به‌دست می‌آورند نام بیبلوس در نزد آن‌ها به معنی کتاب گرفته شده که بعدها «Bible» مفهوم کتاب دینی تورات و انجیل را یافت.
الفبای فنیقی با ۲۲ علامت خطی که تنها صامت‌ها را نشان می‌داد، از راست به چپ نوشته می‌شد. به‌نظر خط شناسان، نشانه‌هایی از خط مصری باستان و خطوط تصویری را در الفبای فنیقی می‌توان یافت. این خط برخلاف خط هیروگلیف که در انحصار کاهنان بود یا خط میخی که تنها طبقهٔ دبیران با آن سرو کار داشتند، به راحتی در دسترس عامه قرار گرفت. فراگرفتن این خط آسان بود و کتابت و نوشتن با آن نیز بسیار آسان بود، بنابراین استفاده از آن گسترش زیادی یافت.
می‌توان گفت که فنیقی‌ها نخستین کسانی بودند که افتخار کشف الفبای حقیقی را دارند. با پیدایش این خط سایر خطوط جز خط چینی، از قلمرو نویسندگی خارج شدند. این خط در آسیای غربی نفوذ یافت و جایگزین خط میخی شد. از طریق قوم آرامی، الفبای فنیقی در مصر و عرب و میان‌رودان تا هند بسط یافت و همچنین به غرب (اروپای امروز) که هنوز دارای خط و کتابت نبود راه یافت. این کار از طریق یونان انجام گرفت که با فنیقی‌ها ارتباط بازرگانی داشتند. الفبای یونانی و رومی از الفبای فنیقی پدید آمده است و از آنجا که الفبای سایر کشورهای اروپایی مشتق از این دو الفباء می‌باشد، می‌توان گفت که مبدأ خطوط ملل اروپایی، فنیقی است.
اصول این خط بعدها با اختراع علائمی برای نشان دادن حروف مصوت به وسیلهٔ یونانی‌ها کامل شد. یونانیان این علائم را با اسم سامی آن که نمایندهٔ دو حرف اول آن بود، «آلفا بتا» نامیدند و برای استفاده خود تغییراتی در آن دادند. مصوت‌ها را وارد خط ساختند و خط صامت نگار را به آوانگار تبدیل کردند. جهت نگارش را نیز تغییر دادند و از چپ به راست نوشتند. گونه‌ای از خط یونانی را، یونانیان مهاجر با خود به روم بردند و در آنجا بر این مبنا، الفبای لاتینی به وجود آمد که زبان‌های گوناگون اروپا بدان خط نوشته شد.
بخشی از اروپای شرقی که به کلیسای دوم وابسته بودند، الفبای لاتینی را برای نگارش برگزیدند، مانند لهستانی‌ها، چک‌ها و کروات‌ها.
در سدهٔ نهم میلادی کشیشی از کلیسای بیزانس به نام سیریل با ترکیبی از الفبای یونانی و رومی خطی را برای نگارش زبان اسلاوی به وجود آورد. گونه‌ای تعدیل شده از این الفبا که سیریلیک نامیده می‌شود برای نگارش زبان روسی و دیگر زبان‌های هم‌جوار به‌کار می‌رود.
الفبای فنیقی به نوعی شبه‌قارهٔ هند را نیز درنوردید. دانشمندان، خط برهمایی هند را از فرزندان همین خط می‌دانند که زبان سانسکریت و دیگر زبان‌های هندی با آن نوشته می‌شود. متون دینی بودایی به زبان خُتَنی (سکایی) که یکی از زبان‌های ایرانی شرقی دورهٔ میانه است به خط برهمایی نوشته شده است.

#### خط میخی
خط میخی، اصلی اندیشه‌نگار داشت و در همهٔ کشورهای آسیای غربی به‌کار می‌رفت. بیشتر صاحب‌نظران خط و زبان‌های باستانی بر این باورند که منشأ پیدایش خط از بین‌النهرین و سرزمین سومر بوده است و کهن‌ترین اقوامی که در بین‌النهرین خط میخی را به کار برده‌اند، سومریان هستند. سومریان چون مصری‌ها و چینی‌ها، از نخستین اقوامی هستند که تمایل به ضبط گفتار و اندیشه‌هایشان داشتند. کاتبان سومری با ابداع خط میخی تصویری جامعه بشری را از دوران مجهول و تاریک پیش از تاریخ وارد مرحلهٔ تاریخی کردند. آن‌ها با ابداع خط میخی دوره‌ای را آغاز کردند که به عنوان آغاز خط‌نویسی شهرت دارد.
گرچه پیدایش خط و کتابت نخستین بار در نیمهٔ دوم هزارهٔ چهارم پیش از میلاد، در جنوب بین‌النهرین و توسط کاتبان و دبیران سومری محقق شد، اما گسترش و تکامل آن به آغاز هزارهٔ سوم پیش از میلاد برمی‌گردد. برخی حتی بر این نظرند که خط هیروگلیف مصری، هم‌زمان و برگرفته از خط تصویری سومری به‌وجود آمده است.
سومریان، کهن‌ترین ساکنان شناخته شدهٔ جنوب بین‌النهرین - قومی متمدن و پیشرفته بودند. آنان از نژاد سامی نبودند و با عنوان ساکنان غیرسامی بین‌النهرین از ایشان یاد می‌کنند. برخی این احتمال را می‌دهند که از کنار دریا به این منطقه مهاجرت کرده باشند. رد پای آن‌ها از اواخر هزارهٔ چهارم پیش از میلاد در بین‌النهرین دیده می‌شود. علم نجوم، تقسیم ساعت به ۶۰ دقیقه و دقیقه به ۶۰ ثانیه، مسائل هندسی و اوزان، میراث‌های گرانبهایی هستند که این قوم برای آشوری‌ها و بابلی‌ها بر جای گذاشتند. سومری‌ها چون پیوندی با همسایگانشان نداشتند از میان رفتند یا جذب اقوام سامی شدند.
خط میخی و خط هیروگلیف علاوه بر تفاوت‌های ظاهری، در ابزار و نحوهٔ نوشتن نیز با هم تفاوت داشتند. خط هیروگلیف با قلم نی و مرکب بر روی پاپیروس نگاشته می‌شد، درحالی که برای نوشتن خطوط میخی نیاز به لوحه‌های گلی نرمی بود که با قلم چوبی برآن می‌نگاشتند و سپس لوحه را می‌پختند. اولین یافته‌های نگارشی بشر که به صورت الواح گلین برجای مانده متعلق به تمدن‌های بین‌النهرین است.
همزمان با پیشرفت خط سعی دیگری نیز به عمل آمد و آن توسعه محل و مواد نوشتن بود. قبل از پیدایی کاغذ از سنگ و فلزات استفاده می‌کردند و غیر از سنگ و فلزات از پوست درختان و جانوران نیز استفاده می‌شد، ولی گرانی قیمت این دو پوست موجب شد که در مصرف آن اقتصاد بورزند و نتیجه این صرفه‌جویی اقتصادی، یکی فشردگی در نوشتن بود و دیگر استفاده از علائم اختصاری و همچنین تراش پوست و استفاده مجدد از آن بود.
خط میخی ایلامی
از خط میخی سومری نخستین خط میخی ایلامی منشعب می‌شود که برای نگارش زبان ایلامی به کار می‌رود که جزو زبان‌های منفرد است. در واقع کمی بعد از پیدایش خط میخی تصویری سومری و بابلی، ساکنان منطقه شمالی دشت خوزستان و کوهپایه‌های زاگرس نوع دیگری از خط میخی تصویری را به کار بردند که به خط نیاایلامی (پروتوایلامی) مشهور شد. پروفسور «والتر هینتس» می‌نویسد:

در ۳۰۰۰ سال قبل از میلاد وقتی که سومری‌ها خط تصویری را به عنوان بهترین وسیله برای مکاتبات خود اختراع کردند این ابداع به سرعت به همسایگان عیلامی آن‌ها رسید. صرفنظر از اختلاف در جزئیات، تردید نباید کرد که خط تصویری عیلامی بر مبنای سرمشق سومری تدوین شده است. این خط به سرعت گسترش یافت و تقریباً هم‌زمان در شمال شرق کاشان (میان تهران و اصفهان) و در شرق دور و جنوب در کرمان ظاهر شد.

خط میخی اکدی
خط میخی اکدی (بابلی) نیز از شاخه‌های خط سومری است. خط میخی نه تنها در میان‌رودان که درگستره وسیعی رواج یافت. در آسیای صغیر و میان‌رودان شمالی و در میان هیتی‌ها، هوری‌ها، اورارتورها، لولوبی‌ها و کاسی‌ها وغیره.
خط میخی هخامنشی
خط میخی کتیبه‌های فارسی باستان دوره هخامنشی از روی خط میخی بابلی و ایلامی درست شده است که نسبت به آن‌ها نشانه‌های ساده‌تر و کمتری دارد. خط میخی زبان فارسی را می‌توانیم صورت تکامل یافته خطوط میخی دیگر بدانیم که حروف هجایی در آن هستند (یعنی واکه به همراه هم‌خوان). به همین دلیل بسیاری آن را بسیار نزدیک به خطوط هجایی می‌دانند. این خط از چپ به راست نوشته می‌شد.

#### خط هیروگلیف مصری

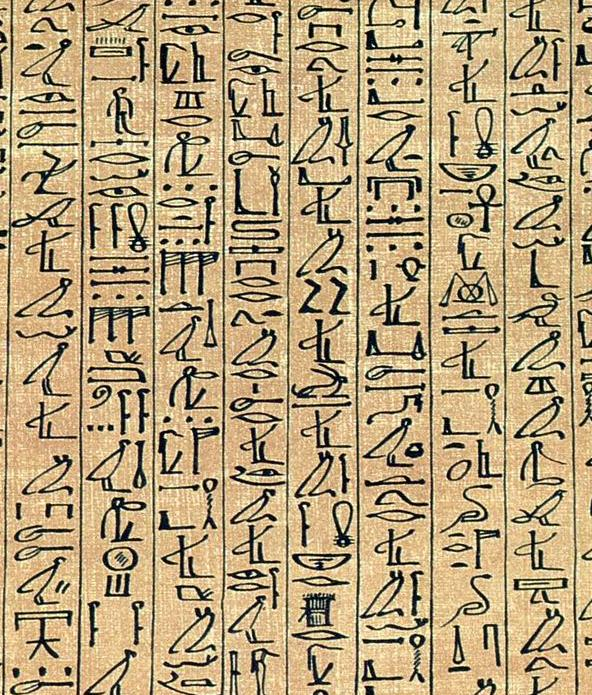
نمونه‌ای از هیروگلیف مصری بر روی قطعه‌ای از پاپیروس

خط هیروگلیف مصری، در ادامه خط اندیشه نگار، وارد عرصه نگارش شد. گستره انتشار آن بیشتر در مصر و در دست کاهنان بود. یونانیان این نام را بدان بخشیدند که در زبان یونانی به معنی «نوشته نشانه‌های مقدس» است، آنها، این خط را اعجاب‌آور و پر از رمز و راز پنهانی کاهنان مصر می‌دانستند.
سابقه خط هیروگلیف را تا هزاره چهارم پیش از میلاد نیز می‌توان پیش برد. خط هیروگلیف را بر پاپیروس می‌نوشتند. پاپیروس از ساقه‌های فشرده نوعی نی به همین نام به دست می‌آمد و از اجداد کاغذ است، به‌نظر می‌رسد کلمات paper و papier در زبان‌های غربی از این واژه گرفته شده‌اند.
مصریان نخستین مصرف‌کنندگان پاپیروس بودند و نوشت‌افزار آن‌ها نیز نوعی قلم از نی بود که آن را در مرکب سیاه یا قرمز فرو می‌بردند. این خط معمولاً افقی و از راست به چپ نوشته می‌شد و به ندرت از چپ به راست و گاهی نیز از بالا به پایین نوشته می‌شد. هیروگلیف، خط اندیشه نگار کامل نیست و در آن عناصر صوتی و الفبائی بیشتر وجود دارد. همچنین تصویر انسان‌ها و حیوانات در این خط احتمالاً مربوط به آغاز خط است.

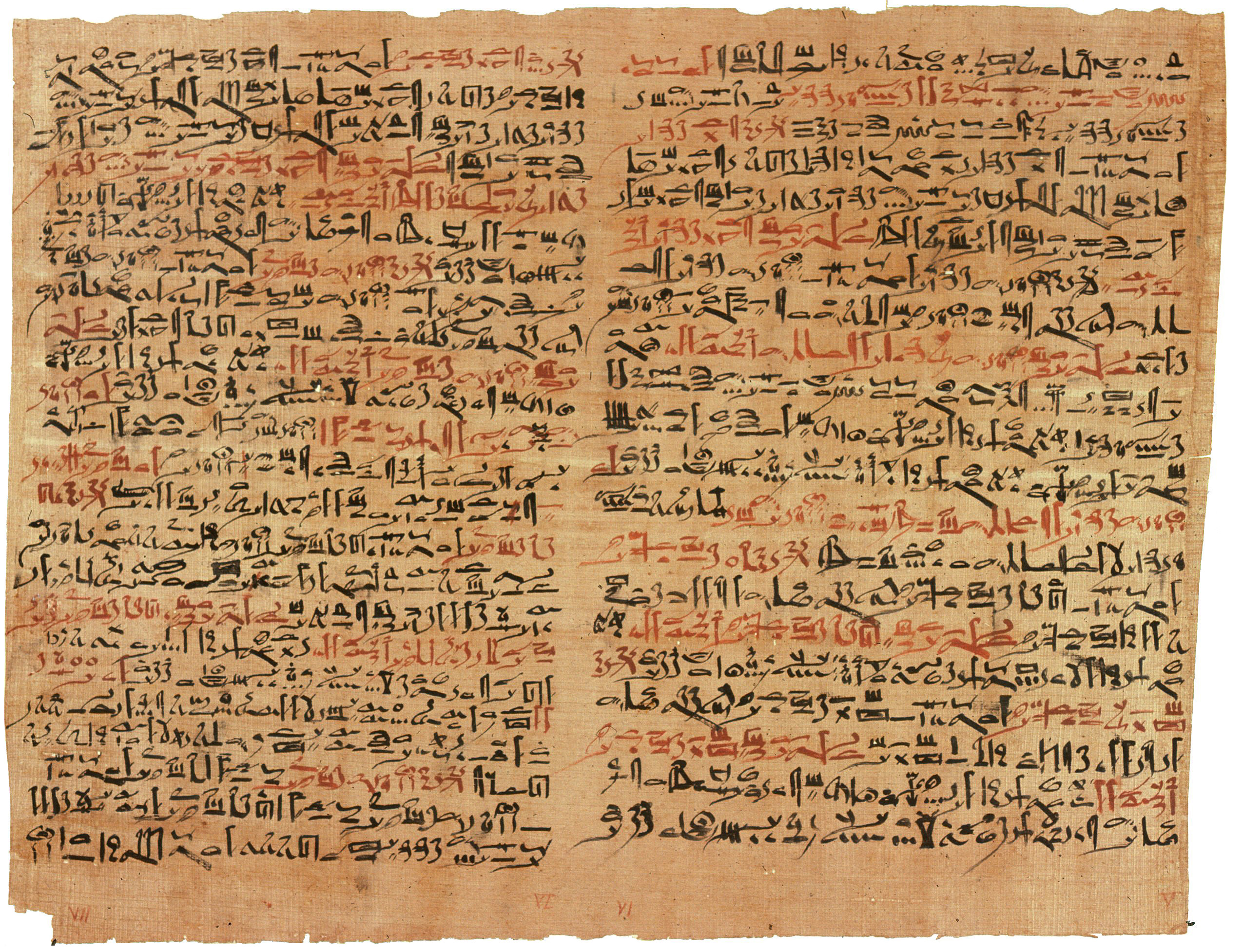
قدمیترین نمونه خط هیراتیک که یک متن پزشکی است. مربوط به ۱۶۰۰ قبل از میلاد مسیح

با پیدایش پاپیروس، خط هیروگلیف در مصر تحول می‌یابد و به سادگی می‌گراید و خط هیراتیک (دینی، باصلابت) از آن پدید آمد که با به‌هم‌ریختگی آن نوعی خط تندنویسی به نام خط دموتیک یا خط عامیانه از آن به وجود می‌آید. مرحله بعدی خط، خط میخی است.

### خطوط امروزی
خطوط اصلی امروزی شامل: خط سیریلیک - خط لاتین - خط ارمنی - خط گرجی - خط عربی است.

#### لاتین

الفبای انگلیسی در دو نوع بزرگ و کوچک

در بیشتر کشورهای جهان بر روی فراوردهها علاوه بر زبان مادری آن کشور تولیده کننده، به زبان انگلیسی نیز توضیحات مربوط به آن فراورده نوشته می‌شود. از نوشیدنی‌ها تا خوراکی‌ها، از پوشاک تا مواد دارویی، از اسباب بازی‌ها تا لوازم الکترونیکی بیشتر توضیحات شامل زبان انگلیسی نیز می‌شوند. استفاده از خط و زبان انگلیسی حتی برای نگاشتن واژه‌های فارسی بر روی مصنوعات و کالاهای ساخت داخل کشور، موضوعی بسیار قابل تأمل است. انگلیسی که خود برگرفته از خط لاتین است، توانسته به علت نفوذ خود در سراسر جهان اکثر انسان‌های جهان را با خط لاتین آشنا سازد. به گونه‌ای که از هر ۵ نفر ۳ نفر می‌توانند یک متن لاتین را تاحدودی درست تلفظ کنند.

#### خط گرجی

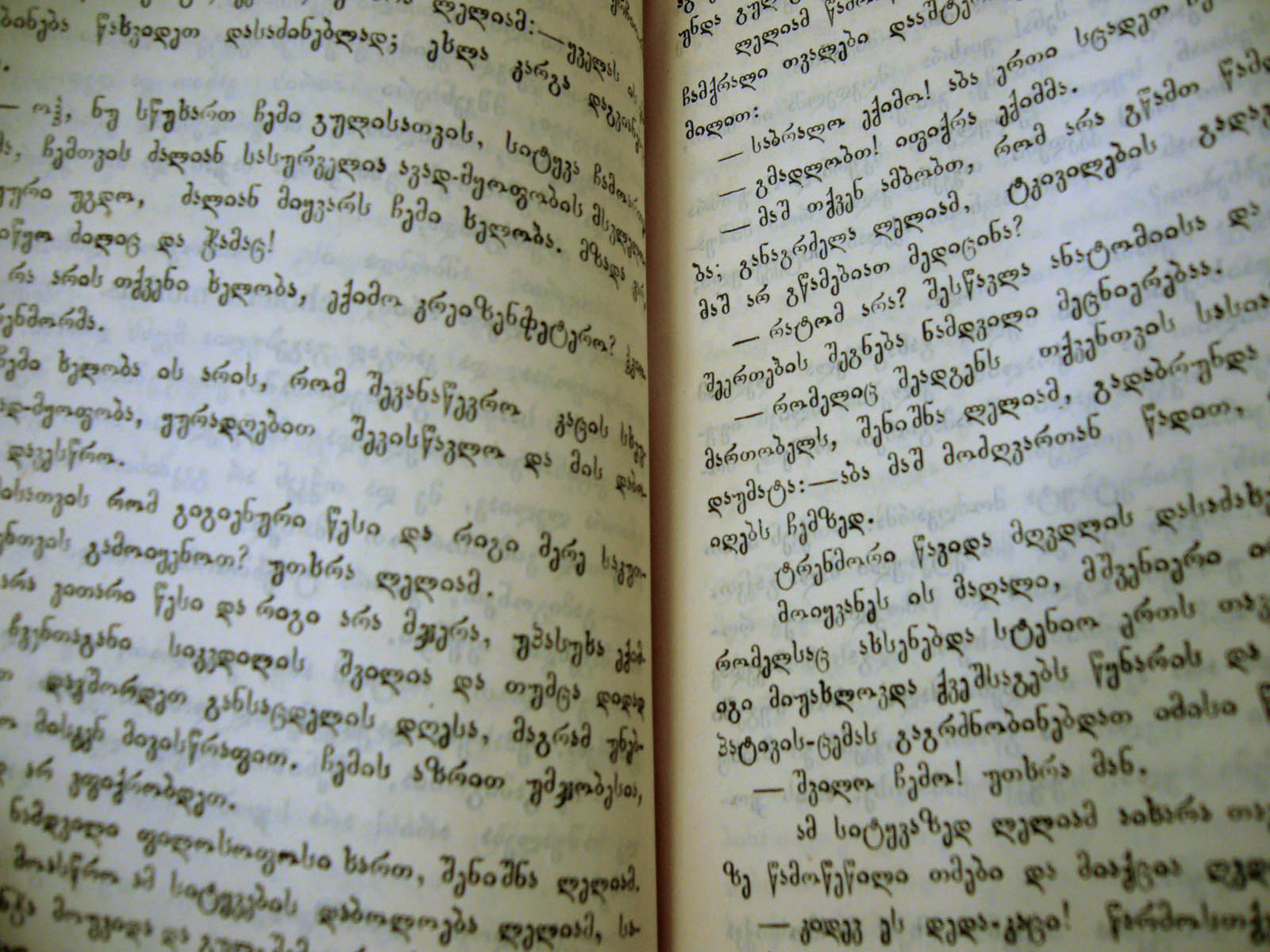
کتابی به زبان گرجی، نوشته شده با الفبای کنونی گرجی

خط گرجی مخصوص نوشتن زبان گرجی و دیگر زبان‌های کارتولی است و شامل سه الفبای هم ارز است که عبارت اند از: آسُمْتاوْرولی، نوسْخوری و مْخِدْرولی، که امروزه فقط مخدرولی مورد استفاده رسمی و وسیع قرار دارد.
قدیمی‌ترین کتیبهٔ کشف شده از زبان گرجی، نوشته شده به نخستین الفبای گرجی یعنی آسومتاورولی و مربوط به سدهٔ یکم پیش از میلاد مسیح است.

#### خط عربی

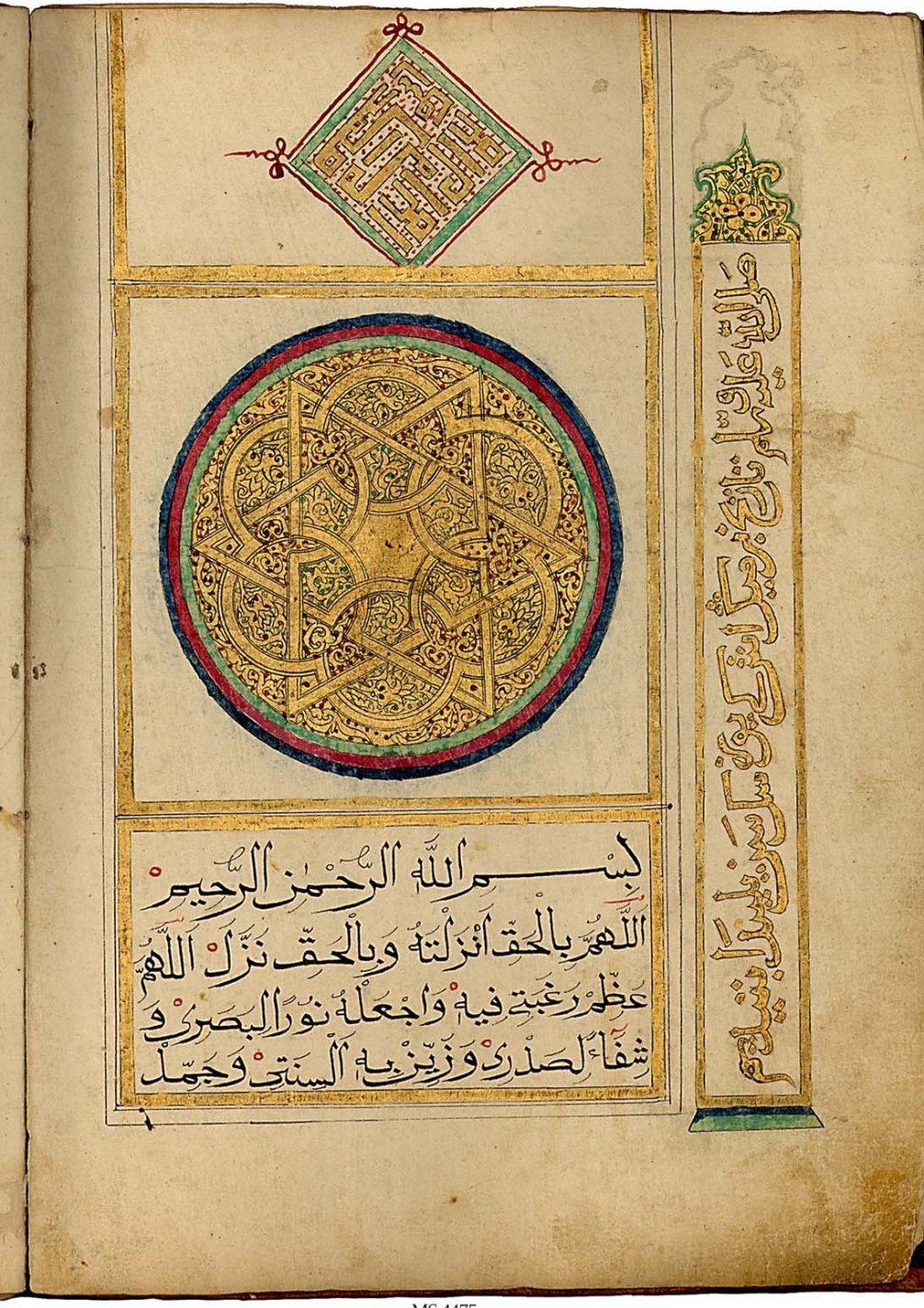
برگی مربوط به یک قرآن، قرن ۱۷–۱۶ میلادی بالای صفحه: «لااله‌الاالله محمدرسول‌الله» به خط کوفی‌کتیبه پایین صفحه: ۴ سطر ادعیه بخط محقق‌کتیبه‌ای عمودی: بخط ثلث‌کتیبه‌ای

می‌توان گفت خط عربی نیز با واسطه خط نبطی از خط آرامی به وجود آمده است. خط عربی به اجمال بنابر گفته جرجی زیدان چنین است.
اعراب حجاز مدرکی دال بر خط و سواد داشتن خود ندارند، ولی از اعراب شمال و جنوب حجاز آثار کتابت بسیاری به‌دست آمده است که معروفترین ایشان، مردمان یمن هستند که با حروف مسند می‌نوشتند و دیگر نبطی‌های شمال، که خطشان نبطی است. مردم حجاز که بر اثر صحرانشینی از کتابت و خط بی‌بهره ماندند، کمی پیش از اسلام به عراق و شام می‌رفتند و به‌طور عاریت از خط عراقیان و شامیان استفاده می‌کردند و وقتی به حجاز می‌آمدند، عربی خود را با حروف نبطی یا سریانی و عبرانی می‌نوشتند.
خط سریانی و نبطی بعد از فتوحات اسلام نیز میان اعراب باقی ماند. خط کوفی در کوفه و حیره سریانی و خط نسخ، در مکه و مدینه از خط نبطی اقتباس شده‌اند.
گونه‌ای از خط نسخ برای نوشتن آثار زبان خوارزمی که یکی از زبان‌های ایرانی شرقی است به کار رفته است.
ایرانیان نیز در سده‌های نخستین پس از اسلام با افزودن حروف فارسی به الفبای عربی، خط فارسی را بر مبنای نسخ پایه‌گذاری کردند و سپس خط نستعلیق و خط شکسته و دیگر خطوط ایرانی ابداع شد.
مورخان دربارهٔ شهری که خط از آنجا به حجاز آمده، اختلاف نظر دارند و به قول مشهور خط سریانی از شهر قدیمی انبار به حجاز آمده است. برخی نیز می‌گویند مردی به نام بشر بن عبدالملک کندی برادر اکیدر بن عبدالملک فرمانروای دومةالجندل، آن خط را در شهر انبار آموخت و از آنجا به مکه آمده صهباء دختر حرب بن امیه، یعنی خواهر ابوسفیان (پدر معاویه) را به زنی گرفت و عده‌ای از مردم قریش نوشتن خط سریانی را از بشر بن عبدالملک آموختند.
هنگامی که اسلام پدید آمد، بسیاری از قریش که در مکه بودند، خواندن و نوشتن می‌دانستند تا آنجا که پاره‌ای گمان کردند حرب بن امیه اول کسی بود که خط سریانی را به حجاز آورد.
بدین ترتیب، پس از آمدن اسلام، عرب‌های حجاز با نوشتن آشنا بودند، ولی عده کمی از آن‌ها نوشتن می‌دانستند که برخی از آنان، از بزرگان صحابه شدند. علی بن ابی‌طالب، عمربن خطاب و طلحة بن عبیداللّه از این گروه بودند. پس از اسلام، تاریخ خط عربی را می‌توان کاملاً وابسته به کتابت قرآن دانست. در زمان خلفا و پس از آن در زمان بنی امیه، قرآن را به خط کوفی می‌نوشتند و مشهورترین قرآن‌نویس بنی امیه، مردی بود به نام قطبه که بسیار خوش‌خط بود. او خط کوفی را با چهار قلم می‌نگاشت.
در اوایل حکومت عباسیان، خطاط دیگری به نام ضحاک بن عجلان بود که چند قلم بر چهار خط قطبه افزود و پس از او اسحاق بن حماد و دیگران نیز چیزهایی اضافه کردند تا آنکه در اوایل دولت عباسی دوازده قلم خط به‌شرح زیر معمول بود:
۱- قلم جلیل ۲- قلم سجلات ۳- قلم دیباج ۴- قلم اسطور مار کبیر ۵- ثلاثین ۶- قلم زنبد ۷- قلم مفتح ۸- قلم حرم ۹- قلم مد مرآت ۱۰- قلم عمود ۱۱- قلم قصص ۱۲- قلم حرفاج.
در زمان مأمون نویسندگی اهمیت پیدا کرد و نویسندگان در نیکو ساختن خط به مسابقه پرداختند و چندین قلم دیگر به نام قلم مرصع، قلم نساخ، قلم رقاع، قلم غبارالحلیه، قلم ریاسی پدید آمدند. در نتیجه، خط کوفی به بیست شکل درآمد.

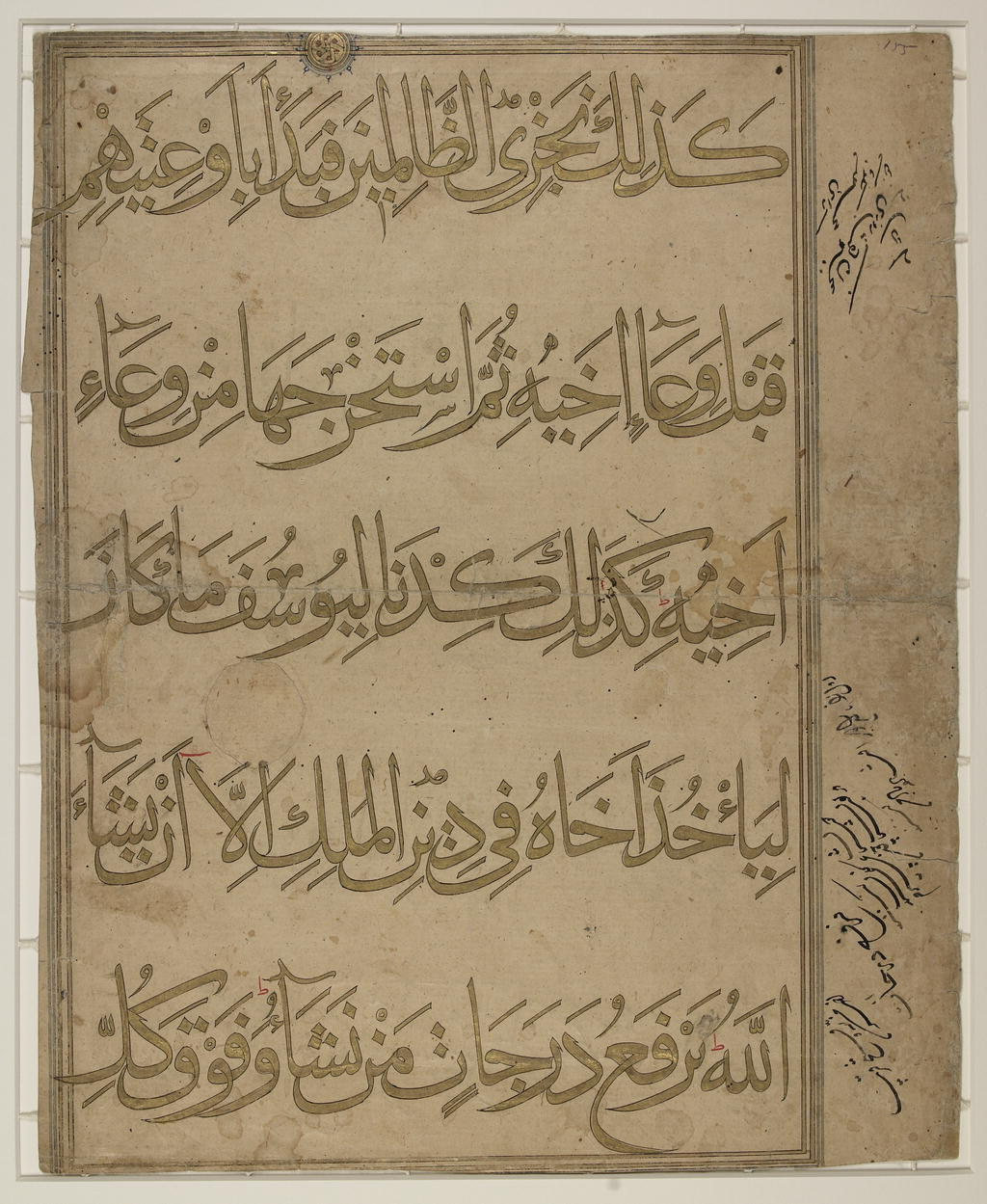
برگی از قرآن به خط محقق؛ آیات ۷۶و ۷۵ از سورهٔ یوسف

اما خط نبطی یا نسخ، بهمان شکل سابق در میان مردم و برای تحریرات غیررسمی معمول بود تا آنکه ابن مقله (م ۳۲۸ ه‍.ق) خطاط ایرانی با نبوغ خود خط نسخ را به صورت نیکویی درآورد و آن را جزو خطوط رسمی دولتی قرار داد و خطی که امروز معمول است، همان خط اصلی ابن مقله می‌باشد. او خطوط شش‌گانه (اقلام ستّه) شامل ثلث، نسخ، محقق، توقیع، رقاع و ریحان را وضع نمود. این اقلام به خطوط اصول نیز مشهورند.
برخی می‌گویند، ابن مقله خط نسخ را از خط کوفی استخراج کرده است، ولی واقع آنست که خط کوفی و نبطی هر دو از اوایل اسلام معمول بوده و چنان‌که گفته شد، کوفی را برای کتابت قرآن و امثال آن بکار می‌بردند و نبطی در مکاتبات رسمی استعمال می‌شد. با اصلاحاتی که ابن مقله در خط نسخ نمود، آن را برای نوشتن قرآن شایسته و مناسب ساخت.
در نمایشگاه خط قدیمی عربی در کتابخانهٔ سلطنتی سابق، قبالهٔ نکاحی موجود بود که به تاریخ ۲۶۴ ه‍.ق روی پوست درازاندامی تحریر شده بود و صورت عقدنامه را به خط کوفی مرتبی نوشته بودند و گواهان با خط نسخ بسیار مغشوش زیر عقدنامه را امضاء کرده بودند و همین دلیل است که ابن مقله در خط نسخ اصلاحاتی نمود، به قسمی که برای تحریر مصحف قرآن شایسته شد.
به مرور زمان، خط نسخ نیز فروعی پیدا کرد. در قرن هفتم یاقوت مستعصمی در مورد اقلام خط، ابتکاراتی به خرج داد و مخصوصاً ثلث را به زیباترین شکل درآورد در واقع این خطوط توسط وی ظهور کرد؛ و به‌طور کلی دو خط نسخ و کوفی در کتابت عربی معمول گشت. این دو خط ریشه تمام خطهای اسلامی هستند. خط محقق از کوفی استخراج شد و نزدیک‌ترین خط به کوفی است. محقق را پدر خطوط و ثلث را مادر خطوط می‌نامند.
همین‌طور خطاطان بسیاری به وجود آمدند و کتاب‌ها و رساله‌هایی دربارهٔ خط و خطاطی پرداختند.

## بیشترین دبیره‌های مورداستفاده
دبیره‌هایی که امروزه مورد استفادهٔ مردم جهان، قرار دارند، عبارت‌اند از:
1. لاتین: Latin (هفتاد درصد جمعیت جهان[۲۳])
2. سیریلیک: Кириллица
3. یونانی: Ελληνικά
4. گرجی: ქართული (شامل آسومتاورولی، نوسخوری و مخدرولی)
5. ارمنی: Հայերեն
6. چینی: 汉字
7. کانا (ژاپنی): 仮名 (شامل کانجی، هیراگانا و کاتاکانا)
8. هانگول (کره‌ای): 한글
9. عربی: العربیة
10. عبری: עברית
11. برهمایی (هندی): हिन्दी
12. گعز (اتیوپیایی): ግዕዝ
13. تهانا: ތާނަ
14. کانادایی

## سایر خطوط

### خط آرامی
یکی دیگر از فرزندان خط فنیقی خط آرامی است که به سرعت در خاورمیانه پخش شد. آرامی‌ها اقوامی بودند که از صحرای شمالی عربستان به سوی خاورمیانه مهاجرت کردند و در بین‌النهرین مستقر شدند. دراوایل هزاره اول پیش از میلاد، حکومت‌هایی برای خود برپا کردند ولی به زودی مقهور و خراج‌گزار آشوری‌ها گشتند. اما از آنجا که بازرگانان موفقی بودند نفوذ ریشه داری در منطقه کردند و محل استقرار خود را در بابل و نینوا قرار دادند و بر جمعیتشان نیز افزوده شد و زبان این قوم زمانی دراز در این منطقه ماندگار شد و مهم‌تر این که بر مبنای الفبای فنیقی، خط آرامی به وجود آمد که به سرعت رواج یافت و تبدیل به خط بین‌المللی منطقه شد و زبان آرامی نیز که چندان دور از زبان‌های سامی آن نواحی نبود، تبدیل به زبان ارتباطی خاورمیانه گشت.
محمدتقی بهار در سبک‌شناسی می‌نویسد:
پدید آمدن دولت هخامنشی که سرزمینی گسترده از ماوراءالنهر تا بین‌النهرین را در برمی‌گرفت و نیاز به یک زبان واحد داشت، بر گسترش خط و زبان آرامی در این امپراتوری افزود.
خط میخی برای نقر و نقش کتیبه به کار می‌رفته است و از برای نامه‌ها و دیگر نیازمندی‌های عمومی مناسب نبوده است از این رو خط ساده و الفبائی «آرامی» که از عهد کلدانیان در آسیای صغیر معروف بود به تدریج اهمیت پیدا کرد. ابتدا به مناسبت سهولت هر جا به خط میخی چیزی نوشته می‌شد نام صاحب خط یا اگر آن چیز ظرف سفالی یا جنس دیگری بود نام خریدار یا فروشنده را در کنار آن به خط آرامی می‌نوشتند، ولی بعدها وسعتِ استعمال این خط به جایی رسید که در تمام قلمرو ایران، عراق، آسیای صغیر و مصر عمومیت یافت و مکتوبات حکام، پادشاهان، روابط ملل، روزنامه‌های دولتی، فرمان‌ها و نوشته‌های عادی همه با خط آرامی انجام می‌گرفت. ترقی روزافزون این خط با حمایت و تقویت شهنشاهان هخامنشی حاصل آمد که در شاهنشاهی خود متعرض آئین، رسم‌ها، خط و زبان ملل تابعه نمی‌شدند.
خط و زبان آرامی در دولت هخامنشی تبدیل به زبان دیوانی شد و دبیران آرامی‌نژاد و آرامی‌زبان در دستگاه‌های دیوانی ایالت‌های مختلف سرزمین هخامنشی به خدمت مشغول شدند و زبان و خط آرامی با عنوان «آرامی رسمی» یا «آرامی امپراتوری» پا به پای زبان فارسی باستان و خط میخی که تنها در کتیبه‌های هخامنشی به کار می‌رفت، در ارسال مراسلات به کار گرفته شد. بدین صورت که هرگاه نامه‌ای به ایالتی نوشته می‌شد، دبیر آرامی‌زبان آن را به زبان و الفبای آرامی می‌نوشت و نامه به ایالت‌های دیگر فرستاده می‌شد و در آنجا دبیرهایی از همین نوع، آن را به زبان آن ایالت برمی‌گرداندند و برمی‌خواندند.

### خط سریانی
زبان‌های سریانی یکی از زبان‌های گروه شرقی زبان آرامی است که در دوران گذشته زبان علم بود. بسیاری از آثار علمی یونانی و پهلوی و عبری به این زبان برگردانده شده است. خط سریانی از فرزندان خط آرامی به‌شمار می‌آید.
سریانی‌های مقیم عراق خط خود را با چند قلم می‌نوشتند که از آن جمله، خط مشهور به سطرنجیلی مخصوص کتابت تورات و انجیل بوده است. عرب‌ها در قرن اول پس از اسلام این خط (سطرنجیلی) را از سریانی اقتباس کردند و یکی از وسائل پیشرفت آنان همین خط بوده است. بعدها خط کوفی از همان خط پدید آمد و هر دو خط از هر جهت بهم شبیه نیستند.

### خط سغدی
نوشته‌هایی که به زبان سغدی، یکی از زبان‌های شرقی ایران به دست ما رسیده است با خط‌های سغدی مانوی، سغدی مسیحی و سغدی بودایی نوشته شده است که خط اخیر در حقیقت خط سغدی را نشان می‌دهد. این خط نیز از فرزندان شاخه دیگر آرامی است.

### خط اورخون
خط اورخون خطی است که پیش از اسلام در دوره حکومت گؤک‌ترکان برای نگارش زبان ترکی کهن مورد استفاده قرار می‌گرفته است.

### خط نبطی
نبطیان قومی از نژاد عرب بودند که در نبطیه زندگی می‌کردند، از حدود ۱۵۰ سال پیش از میلاد گونه‌ای از خط و زبان آرامی درمیان ایشان رایج بود، از این خط، خطی موسوم به خط سینایی نو به وجود آمد که از سده اول پیش از میلاد تا سده چهارم میلادی در شبه جزیره سینا رواج داشت.

### خط کوفی

نمونه‌ای از الفبای خط کوفی برگرفته از صفحه ۴ از کتاب Fry's Pantographia

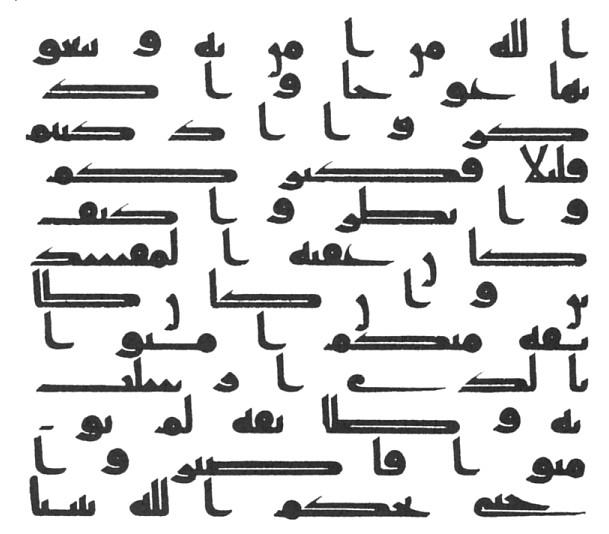
نمونه‌ای از خط کوفی قرن ۷م، آیات ۸۶و۸۷ سوره اعراف

خط کوفی از سریانی پدید آمده است و به خط کتابت اولیه قرآن مشهور است. این شبهه که در زمان کتابت وحی، خطی به نام کوفی وجود نداشته، چندان بی‌دلیل نیست، چراکه خط کوفی در ابتدا به خط حیری مشهور بود و بعدها که مسلمانان کوفه را در زمان عمر خلیفه دوم، نزدیک شهر حیره و انبار بنا نمودند، این خط نام کوفی گرفت.
در روایتی از ابن‌عباس نقل شده است که: «مردم انبار از مردم حیره خط آموخته‌اند، و یکی از آن‌ها خط را به عبدالله بن جدعان و او به حرب بن امیه آموخته و خط حجازی قریشیان از این راه پدید آمده.»
عرب‌ها در سفرهای بازرگانی که بشام می‌رفتند خط نبطی را از مردم حوران و خط حیری (کوفی) را از عراق آورده‌اند و همان‌طور که تورات به خط «سطرنجیلی» تحریر می‌یافت، آن‌ها نیز قرآن را با خط کوفی نوشتند. در خط کوفی و خط سطرنجیلی چنین رسم است که اگر الف ممدود در وسط کلمه واقع می‌شد، در کتابت از قلم می‌افتاد. چنان‌که در اوایل اسلام، مخصوصاً در تحریر قرآن این قاعده کاملاً مراعات می‌شد و به جای «کِتاب» می‌نوشتند «کِتب»، یا به جای «ظالمین»، «ظلمین» می‌نوشتند.